# Aeroportul Vastervik
Aeroportul Vastervik (IATA: VVK, ICAO: ESSW) este un aeroport din Suedia.
aeroportul dispune de o singură pistă.